# Báb (Slovaquie)
Pour l’article homonyme, voir Báb.
Báb (hongrois : (Kis-/Nagy-)Báb) est un village de Slovaquie situé dans la région de Nitra.

## Histoire
Première mention écrite du village en 1156.

## Démographie

### Évolution de la population
| Année:               | 1994. | 2004.   | 2014.    | 2024.    |
| -------------------- | ----- | ------- | -------- | -------- |
| Nombre de personnes: | 970   | 960     | 1093     | 1238     |
| Différence:          |       | -1,03 % | +13,85 % | +13,26 % |

| Année:               | 2023. | 2024.   |
| -------------------- | ----- | ------- |
| Nombre de personnes: | 1243  | 1238    |
| Différence:          |       | -0,40 % |